# Жан-Клод Ван Джонсон
«Жан-Клод Ван Джо́нсон» (англ. Jean-Claude Van Johnson) — американский телесериал с Жан-Клодом Ван Даммом, созданный Дэвидом Каллахамом и спродюсированный Ридли Скоттом и Amazon Studios. Пилотный эпизод сериала вышел 19 августа 2016 года, а премьера остальных серий состоялась 15 декабря 2017 года. 18 января 2018 года сериал был закрыт после одного сезона.

## Сюжет
Сериал рассказывает о мастере боевых искусств и звезде боевиков в отставке Жан-Клоде Ван Дамме, который становится частным агентом под прикрытием.

## В ролях
- Жан-Клод Ван Дамм — Джонсон / Жан-Клод Ван Дамм
- Кэт Фостер — Ванесса
- Мойзес Ариас — Луис
- Филисия Рашад — Джейн

## Производство
Пилотный эпизод был показан 19 августа 2016 года; 27 сентября того же года сериал был заказан на первый сезон.

## Эпизоды
| № общий | № в сезоне | Название                                                              | Режиссёр      | Автор сценария  | Дата премьеры      |
| ------- | ---------- | --------------------------------------------------------------------- | ------------- | --------------- | ------------------ |
| 1       | 1          | «Пилот» «Pilot»                                                       | Питер Атенсио | Дэйв Каллахэм   | 19 августа 2016 г. |
| 2       | 2          | «Как ты думаешь, какой сейчас год?» «What Year Do You Think This Is?» | Питер Атенсио | Дэйв Каллахэм   | 15 декабря 2017 г. |
| 3       | 3          | «Небольшой разговор о доверии» «A Little Conversation About Trust»    | Питер Атенсио | Эшли Уигфилд    | 15 декабря 2017 г. |
| 4       | 4          | «Если повезет» «If You’re Lucky»                                      | Питер Атенсио | Уэс Тук         | 15 декабря 2017 г. |
| 5       | 5          | «Некуда бежать» «Run to Nowhere»                                      | Питер Атенсио | Винни Вильгельм | 15 декабря 2017 г. |
| 6       | 6          | «Миру нужен герой» «The World Needs Its Hero»                         | Питер Атенсио | Кевин Костильо  | 15 декабря 2017 г. |